# Chalcides striatus
Chalcides striatus е вид влечуго от семейство Сцинкови (Scincidae).

## Разпространение
Видът е разпространен в Испания, Италия, Португалия и Франция.